# Ђорђе Пуљевски
Ђорђе (Ђорђија) Пуљевски (мкд. Ѓорѓија (Ѓорѓи) Пулевски; Галичник, 1817 — Софија, 13. фебруар 1893) био је писац кратких дела, лексикограф, историчар и револуционар. Пулевски је аутор прве печаћене македонске граматике и аутор једног од првих речника на македонском језику.

## Биографија
Рођен је селу Галичник 1817. године. Ђорђија од печалбара (зидара) у Румунији до почетка шездесетих година 19. века свој животни пут продужава низ разне ослобађајуће ратове и устанке. Тако започиње коначну борбу за слободу свог народа, истовремено учествујући у борбама других балканских народа. Верујући тако да се самим тим бори и за своју отаџбину, Пулевски се пре свега укључује као добровољац у ослобађајућим борбама у периоду од 1862—1863. године када, као наредник понтонерске чете, се бори против турског гарнизона у Београду.
Затим, по избијању Српско-турског рата 1876. године укључује се као добровољац, на страни српске војске. Већ следеће године започиње Руско-турски рат и Пулевски је опет у чети у редовима авангардне руске армије у време ослобођења Бугарске. Одринским примирјем и Санстефанским договором прекинуто је даље заузимање Македоније, самим тим се повлачи из војске и посвећује остатак живота борби за опстанак македонске идеје, у виду нације, културе и језика. Тако се Пуљевски 1878. године активира као војвода у "Кресненското востание" (Кресненски устанак), стављајући се директно у функцији борбе за слободу македонског народа.

## Борац за македонски језик
Од великог је значаја његова културно-национална делатност као лексикографа, граматичара, писца, фолклористе, етнографа и историчара. Његово првопечаћено дело је "Речник од четири јазика" (или четиријазичник), објављен у Београду 1873. године.
Друга објављена књига Пулевског је "Речник од три јазика" ( или тријазичник), објављена такође у Београду 1875. године. Ово дело је посебно значајно због јасне концепције и отворено изнесене идеје за македонски народ и македонски језик као посебни у словенском свету.